# Euroblick
Der Euroblick war eine Sendung des BR Fernsehens, die jeweils sonntags von 16:15 Uhr bis 16:45 Uhr im Wechsel mit dem Magazin Alpen-Donau-Adria ausgestrahlt wurde. Darüber hinaus wurde es auch auf tagesschau24 wiederholt. Das Magazin Euroblick berichtete über aktuelle Geschehnisse in den verschiedenen Ländern Europas und versuchte auch, die Eigenheiten und Schönheiten, sowie auch Probleme, der verschiedenen Regionen Europas aufzuzeigen. Dabei wurde über Land und Leute der Regionen berichtet, aber auch über europäische Zusammenhänge.
Erstmals wurde die Sendung am 22. September 1996 ausgestrahlt. Damals moderierte Godel Rosenberg, der dies zwei Jahre tat.
Bis Mitte 2011 wurde der Euroblick von Stephan Bergmann moderiert, zuletzt präsentierte Natalie Amiri die Sendung. Als Vertretung kam seit 2022 Mirjam Kottmann zum Einsatz. Zwischenzeitlich moderierten Brigitte Abold und Daniela Dinandt die Sendung.
Am 3. Oktober 2021 feierte die Sendung ihr 25-jähriges Jubiläum.
Wegen Sparmaßnahmen stelle der BR seine beiden europäischen Magazine zum Ende des Jahres 2024 ein. Die letzte Ausgabe wurde am 22. Dezember 2024 ausgestrahlt.